# Roberto Benzi
Pour les articles homonymes, voir Benzi.
Roberto Benzi, né le 12 décembre 1937  à Marseille, est un chef d'orchestre et pianiste franco-italien.

## Biographie

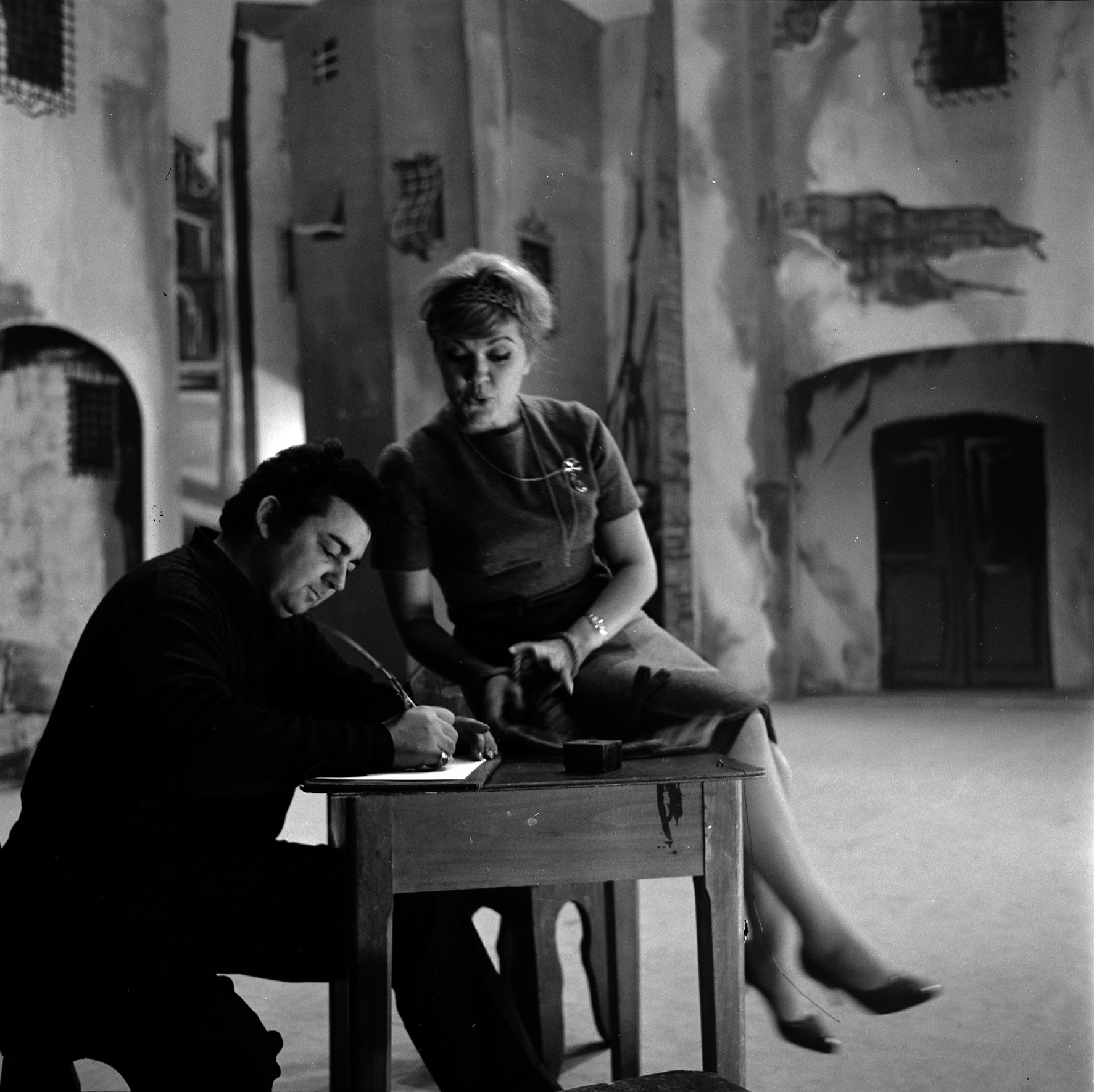
Albert Lance (Don José) avec Jane Rhodes (Carmen) au théâtre du Capitole de Toulouse, 17 octobre 1962. Photographie d'André Cros, Archives de Toulouse.

Enfant prodige, il dirige son premier concert à six ans. Il étudie ensuite avec André Cluytens et dirige, en tant que chef, à partir de 11 ans.

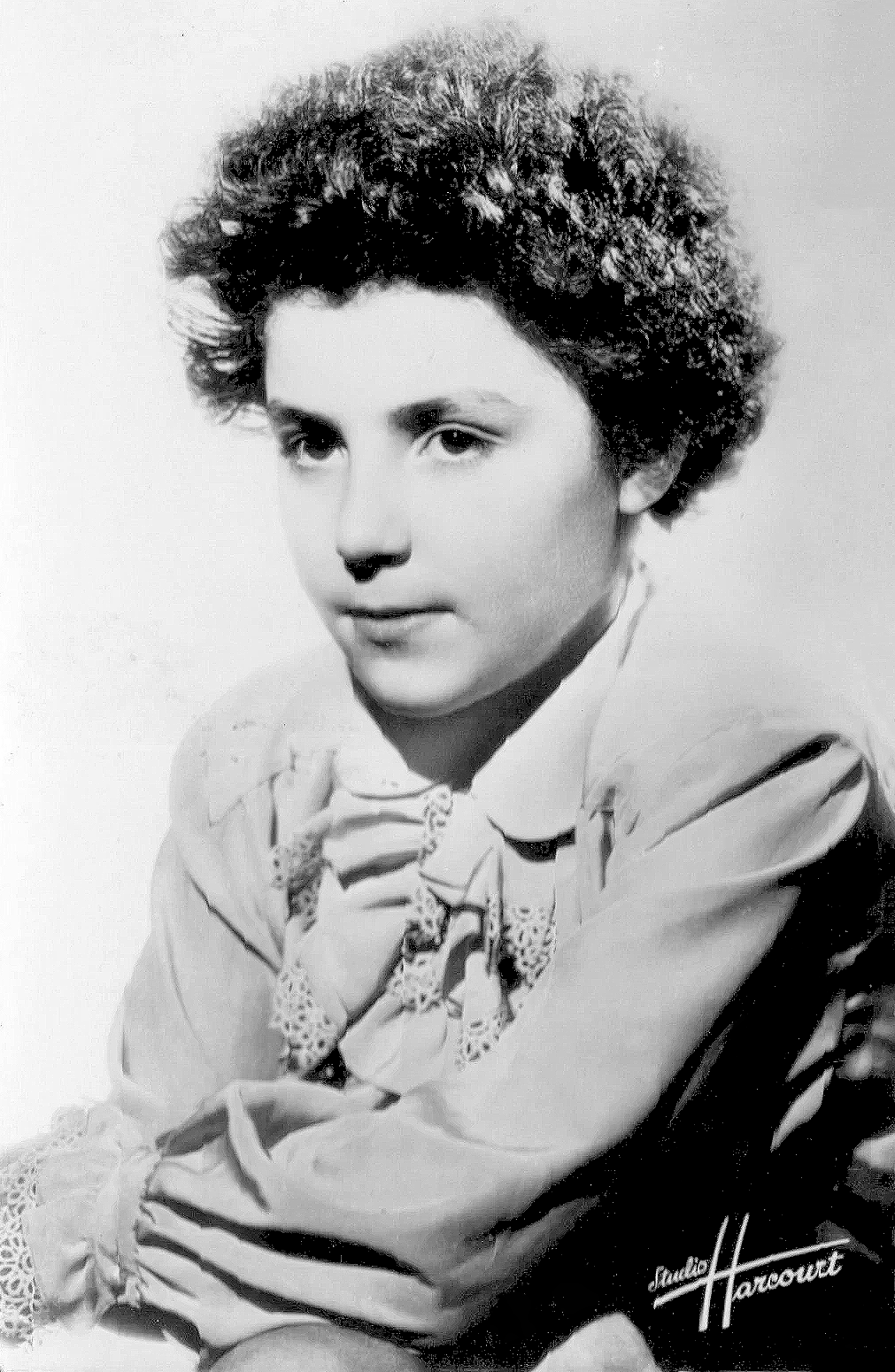
Jeune enfant en 1946, Roberto Benzi dirige déjà (Studio Harcourt).

Il est directeur musical de l'Orchestre Bordeaux Aquitaine de 1972 à 1987.
Il est marié à la cantatrice française Jane Rhodes, jusqu'à la mort de celle-ci, en 2011.
Roberto Benzi est chevalier de la Légion d'honneur (1974), de l'ordre national du Mérite (1971), des Palmes académiques et de l'ordre du Lion néerlandais.

## Lieux
Il effectue ses études à l'école Suger, depuis disparue, mais dont les bâtiments, à Franconville, abritent aujourd'hui une école de musique dans le parc Cadet de Vaux.

## Hommage
Il est évoqué dans le 120e des 480 souvenirs cités par Georges Perec, dans son texte Je me souviens.

## Filmographie
Deux films biographiques romancés dans lesquels il joue son propre rôle :
- 1950 : Prélude à la gloire de Georges Lacombe
- 1953 : L'Appel du destin de Georges Lacombe